# 帝国主義下の台湾
『帝国主義下の台湾』（ていこくしゅぎかのたいわん、旧字体：帝󠄁國主義下の臺灣）とは、東京帝国大学経済学部教授で、植民政策の講座を担当していた矢内原忠雄が1927年（昭和2年）3月23日から4月27日にわたり日本統治時代の台湾を視察し、資料収集を分析した結果をもとに1929年（昭和4年）10月10日に岩波書店から刊行した著作である。

## 書誌情報
原著
矢内原忠雄『帝國主義下の臺灣』岩波書店、1929年。全国書誌番号:47009319。（NDLJP:1191101）
再販、再収録
矢内原忠雄「帝国主義下の台湾」『矢内原忠雄全集』第2巻、岩波書店、1963年、177-480頁、全国書誌番号:52007239。
矢内原忠雄『帝国主義下の台湾』岩波書店〈岩波現代文庫〉、1988年6月。ISBN 978-4000014526。全国書誌番号:88051442。

## 時代背景
1895年（明治28年）4月に締結された下関条約により、台湾は大日本帝国に割譲され、その統治を受けた。
1915年（大正4年）の抗日武装蜂起事件である西来庵事件（タパニー事件）及び第1次世界大戦以降の民族主義高揚により、台湾総督府の統治方針は、内地延長主義のもと同化政策を推進するようになった。こうした中、台湾議会設置運動等、「台湾人」による政治運動が活発に行われたのが、本書執筆当時の時代背景である。

## 本書執筆の動機
矢内原は、本書の序文で「植民地問題に関する私の心情を披歴せしめれば、私は『虐げらるゝものゝ解放、沈めるものゝ向上、而して自主独立なるものゝ平和的統合』の実現をば衷心仰望するものである。」と述べている。
そのため日本の植民地体制の下で苦難の道を歩み、解放の念を胸に秘めた当時の台湾の人々とりわけ中産・知識階級の人々に、自由の鐘を打ち鳴らす「バイブル」として歓迎された。

## 本書の移入販売禁止処分
本書は台湾の人々に自由の鐘を打ち鳴らす「バイブル」として歓迎されたが、それがため台湾ではたちまち移入販売禁止処分にされた。
同処分の法的根拠は、「台湾出版規則」（明治33年（1900年）2月21日制定の台湾総督府令）である。台湾を適用範囲とする布令であり、同規則第11条第1項「皇室ノ尊厳ヲ冒涜シ　政体ヲ変壊シ　又ハ国憲ヲ紊乱セントスルモノ」と並んで第2項「安寧秩序ヲ妨害シ　又ハ風俗ヲ壊乱スルモノ」を販売頒布禁止とし、また刻板印本を差し押さえできる。さらに同第12条では「本島以外ノ帝国領土又ハ外国ニ於テ出版」した文書図画であっても「前条各項ニ該当スルモノト認メタルトキ」には台湾における販売頒布の禁止と印本の差し押さえができると規定していた。
本書は、安寧の妨害にあたるとされ、1930年（昭和5年）1月9日移入禁止処分にされた。処分の具体的理由が、台湾総督府の出版検閲・規制活動を示す「台湾出版警察報」に残されている。
これによると
「台湾の資本主義的植民政策を難じ、政治教育民族運動等に論及し、その引例等も先に禁止せられたる蔡培火著『日本本国民に告ぐ』よりする等偏見的観察に基づくもの多し。その1、2か所を摘録すれば、
1. 『台湾の経済的開発に関し総督府は熱心に資本家の投資を勧誘した。内地資本家に対しても本島人に対しても。しかも投資の効果はこの両者に於ては異なる。内地人資本家は企業の支配的実権者として立ち、本島人は単なる出資者である。政府の奨励勧誘による会社設立、株式応募の結果は、本島人の資金を会社株式に吸収することをつとめ、而して会社経営の実権者及び会社利潤（配当及賞与として）の主たる獲得者は内地人資本家たらしめたるものである。林本源製糖会社の設立の経緯はその一例である』
2. 『台湾の事情は印度ほどではなくとも、尚印度的と称すべきである。植民地教育は原住者の初等教育よりも高等教育を重んずることが通例にして、之統治の助手を養成すると同時に一般庶民愚ならしめ、以って統治の便宜を計るの策と称せらるゝ所である。印度は其の著例である。而して台湾の高等教育偏重の程度は印度ほどにはあらざるも、其内容に至りては又印度に見ざる別個の特徴を有する。即ち高等教育の植民者（内地人）独占である』」

とされた。
蔡培火の統治批判の書を肯定的に紹介していること、林本源製糖株式会社の設立過程や台湾の教育事情を批判的に論じていることが、移入販売禁止処分の具体的理由とされた。

## 本書の構成

### 序文
本書は、第一篇「帝国主義下の台湾」、第二編「台湾糖業帝国主義」からなり、前者は『国家学会雑誌』第42巻第5号から第9号に、後者は『経済学論集』第7巻第1号に掲載されたものに、それぞれ輔筆したものである。伊能嘉矩の遺稿『台湾文化史』が清統治時代の台湾を扱ったものであるのに対し、本書は「経済を中心として見たる台湾の社会的発展の科学的分析」である。

### 第一篇「帝国主義下の台湾」について
第一篇は、6つの章、258ページ（原著、1988年の岩波現代文庫版では200ページ）からなる。
- 第一章は「台湾の領有」と題され、日本の台湾領有の歴史から筆を起こし、ようやく独占段階へ進行しはじめたばかりの日本資本主義が台湾経済を支配下において資本主義化を進行させた過程を論じている。
- 第二章「台湾の資本主義化」が本篇の中心で、第一篇以上の七割以上を占め、本章のみ節、一部の節はさらに項に細分されている。
  - 第一節「土地問題」と第二節「権度及貨幣制度」において台湾資本主義化の基礎的事業としての土地調査ならびに権度（度量衡）および貨幣の改革・統一について論じられている。土地政策の出発点となった「土地調査事業」と「林野調査」により「封建の遺制」が消滅した一方で、それは「資本進出の準備であり、本源的蓄積の過程であった」と矢内原は見ている。
  - 第三節「資本家的企業」において、日本資本が台湾において樹立され、列強資本を排して独占していく過程が論ぜられている。上述の本書移入販売禁止理由の第1も本節第二項中の記述である。
  - 第四節「財政と資本主義化」において台湾財政と資本との関係が論ぜられている。
  - 第五節「階級的関係」において日本人移民と原住民・本島人との関係が論ぜられている。すなわち本島人の資金は日本人資本家の支配に供せられ庶民は無産化していく過程が論ぜられている。
  - 第六節「日本帝国主義に於ける台湾の地位」において資本・商品・人口の移動が論ぜられている。

以下は個別問題を取り扱う。
- 第三章「教育問題」上述の本書移入販売禁止処分の第2も本章中の記述である。
- 第四章では「政治問題」が論ぜられ、「保甲制度」もここで論ぜられている。
- 第五章では「民族運動」が論ぜられ、「台湾同化会」より始まる「日本統治下の台湾における台湾人政治運動」についても言及されている。

### 第二編「台湾糖業帝国主義」について
第二篇は、4つの章、103ページ（原著、1988年の岩波現代文庫版では80ページ）からなる。
- 第一章「糖業と植民地」において、甘蔗の栽培の歴史から筆を起こし、第二章「台湾糖業の奨励」と続く。この2章は細分化されていない。
- 第三章「台湾糖業の資本主義的発展」は本篇の5割を占める中心的な章である。
  - 第一節「新式工場の勝利」において零細な製糖業者による赤糖製造から近代的な設備を有する新式工場をもった製糖業者へ転換が記される。
  - 第二節「混合企業形態」、第三節「地域的発展」、第四節「糖業連合会」、第五節「販売及び金融」、第六節「カルテル内部の争覇」、第七節「糖業帝国主義」、第八節「利潤の源泉地」、第九節「蔗農」、第十節「農民組合」がそれぞれ論ぜられている。
- 第四章は、「台湾糖業の将来」
  - 第一節「国内消費と輸出」
  - 第二節「糖業と米作」においては、蔗作地と水田耕作地とが取り合いとなるいわゆる「米糖相克」問題が論ぜられている。

## 本書への評価と批判
台湾出身の学者である涂照彦教授は、本書の理論的業績として以下の三つをあげる。
1. 植民地領有に当たっての日本資本主義の歴史的性格を明らかにしたこと。
2. 矢内原が台湾の資本主義化過程における日本の国家権力の活動とその性格を、日本資本の台湾制覇との関連で、実態に即応して冷徹に考察したこと。
3. 台湾の植民地経済過程を体系的に把握したこと。

その一方で、本書においては、台湾の民族資本の形成とその役割がほとんど論じられていないのでないかという批判がある。